# Tekściarz (film)
Tekściarz lub Autor piosenki (ang. Songwriter) – amerykański film muzyczny z 1984 roku.

## Opis fabuły
Doc Jenkins – tekściarz i muzyk country jest właścicielem małej wytwórni muzycznej. Pewnego dnia sprzedaje ją razem z prawami autorskimi do utworów, które sam stworzył. Zostaje oszukany przez partnera. Na pomóc ruszają stary kumpel Blackie oraz piosenkarka Gilda.
Film jest swojego rodzaju satyrą na artystów poszukujących wolności. Materiał luźno opiera się na biografii Willie Nelsona, legendzie i finansach. Przykładem może być piosenka Nelsona Night Life – sprzedana w 1961 za 150 dolarów, została nagrana przez ponad 70 artystów i sprzedana  w ponad 30 milionach kopii.

## Główne role
- Willie Nelson – Doc Jenkins
- Kris Kristofferson – Blackie Buck
- Melinda Dillon – Honey Carder
- Rip Torn – Dino McLeish
- Lesley Ann Warren – Gilda
- Mickey Raphael – Arly
- Rhonda Dotson – Corkie
- Richard Sarafian – Rodeo Rocky
- Robert Gould – Ralph
- Sage Parker – Pattie McLeish

i inni

## Nagrody i nominacje
Oscary za rok 1984
- Najlepsza muzyka z piosenkami – Kris Kristofferson (nominacja)

Złote Globy 1984
- Najlepsza aktorka drugoplanowa – Lesley Ann Warren (nominacja)